# كلاوس إندرز
كلاوس إندرز (بالألمانية: Klaus Enders) هو متسابق دراجات نارية ألماني سابق فاز ببطولة جائزة ألمانيا الكبرى للدراجات النارية سنة 1967 وحقق انتصارات في كأس جزيرة مان السياحية سنة 1969 وسنة 1973.